# Euselasia eulione
Euselasia eulione is een vlindersoort uit de familie van de prachtvlinders (Riodinidae), onderfamilie Euselasiinae.
Euselasia eulione werd in 1856 beschreven door Hewitson.